# سه‌تا از یک جفت کامل
«سه‌تا از یک جفت کامل» (به انگلیسی: Three of a Perfect Pair) آلبومی از گروه موسیقی پراگرسیو راک کینگ کریمسون است که در ۲۷ مارس ۱۹۸۴ منتشر شد.